# Nu assis (Modigliani, Lyon)
Pour les articles homonymes, voir Nu assis.
Nu assis est un tableau réalisé par le peintre italien Amedeo Modigliani en 1917. De format vertical, cette huile sur toile est un nu qui représente une jeune femme aux cheveux bruns assise sur un drap blanc devant un fond vermillon. L'œuvre est conservée depuis 1997 au musée des Beaux-Arts de Lyon, à Lyon, en France.